# Johannes Paul Aeltermann
Johannes Paul Aeltermann (ur. 26 czerwca 1876 w Gdańsku, zm. zamordowany 22 listopada 1939 w Nowym Wiecu) – niemiecki duchowny katolicki, ofiara narodowego socjalizmu.

## Życiorys

Tablica pamiątkowa w Holle

Urodził się w rodzinie mistrza szewskiego Franza Aeltermanna i jego żony Elżbiety, z domu May. Po ukończeniu gimnazjum w Gdańsku (1898) studiował w seminarium duchownym w Pelplinie i tam 13 marca 1904 otrzymał święcenia kapłańskie. Pracował jako wikary m.in. w Gdańsku i Starogardzie Gdańskim. W początkowym okresie swojej działalności publicznej pomawiany niesłusznie o germanizowanie polskich dzieci, w 1911 podał do sądu i wygrał proces z redakcją Pielgrzyma, a rok później z redaktorem Gazety Gdańskiej. 6 września 1912 został proboszczem liczącej 700 wiernych parafii w Mierzeszynie (łącznie z kościołem filialnym w Przywidzu), znajdujących się w latach 1920–1939 w granicach Wolnego Miasta Gdańska. Prowadził ożywioną działalność społeczną. Dał się poznać jako zdecydowany przeciwnik hitleryzmu: 21 maja 1933, na tydzień przed wyborami do Volkstagu (sejmu Wolnego Miasta), wydał ośmiostronicową broszurkę „Hakenkreuz oder Christenkreuz?” (Swastyka czy krzyż Chrystusowy?) z podtytułem „kazanie przedwyborcze”, w której ostrzegał przed narodowym socjalizmem i wskazywał na jego sprzeczność z zasadami religii chrześcijańskiej. Po dojściu hitlerowców do władzy spotykały go za to szykany, m.in. był aresztowany przez policję. Zwolniony po interwencji biskupa gdańskiego Edwarda O’Rourkego, ale bojówkarze narodowosocjalistyczni atakowali jego plebanię i obrzucali ją kamieniami.

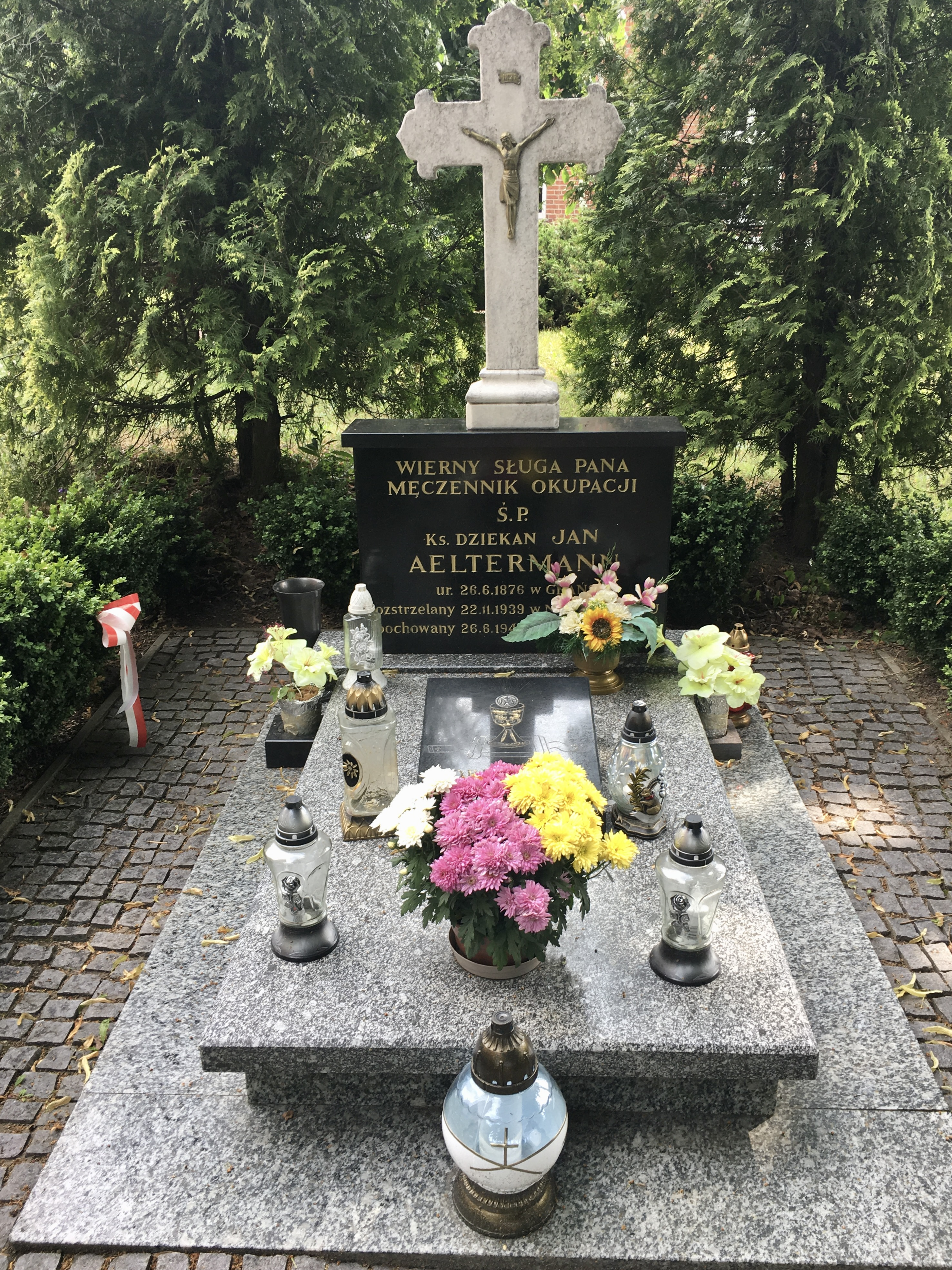
Grób ks. Aeltermanna przy kościele w Mierzeszynie

Po wybuchu wojny i wcieleniu Wolnego Miasta Gdańska do III Rzeszy, ksiądz Aeltermann został aresztowany i zabrany do Nowego Wieca, gdzie rozstrzelano go wraz z grupą ok. 60 Polaków z okolicy (w tym 2 polskich księży). Niezłomny w swej postawie, do ostatka udzielał swoim współwięźniom pociechy religijnej przed śmiercią. Księża zostali zamordowani jako ostatni z tej grupy, wcześniej zmuszono ich do wykopania sobie grobu.
Szczątki księdza Aeltermanna zostały po wojnie ekshumowane i 17 maja 1945 złożone w grobie obok kościoła św. Bartłomieja Apostoła w Mierzeszynie. Jego imieniem nazwano 13 października 2003 Szkołę Podstawową w Mierzeszynie. Kościół katolicki w Niemczech uznaje go za jednego z męczenników wiary XX wieku. Prowadzone są starania o jego beatyfikację.
30 sierpnia 2020 w Mierzeszynie przy ul. Wolności 19 odsłonięto pomnik ks. Aeltermanna.